# Liste der Bischöfe von Apt
Die folgenden Personen waren Bischöfe des Bistums Apt (Frankreich):
- 96–102?: Auspice
- 260?: Leonius
- 400–410?: Quentin
- 410–423?: Castor von Apt
- 431?–436: Auxonius
- 439–442: Jules
- 517–545: Pretextat
- 546: Eusebe
- 549–573: Clementin
- 581–585: Pappus
- 614: Innozenz
- 788: Magneric
- 853: Trutbert
- 867: Paul I.
- 879: Richard
- 885: Sendard
- 887: Paul II.
- 951–955: Rostan
- 960–964: Arnulf
- 965–984: Nartold
- 989–998: Theodoric
- 999–1110?: Ilbogus
- 1010–1046: Stephan
- 1046?: Laugier I.
- 1048–1080: Alphant
- 1095?–1099: Isoard
- 1102?: Bertrand
- 1103–1143: Laugier II. d’Agout
- 1145–1151: Raimond
- 1158–1162: Wilhelm I.
- 1162–1182: Pierre de Saint-Paul
- 1186–1193: Guiran de Viens
- 1208–1221: Gottfried I.
- 1221–1243: Gottfried II.
- 1243–1246: Guillaume Centullion
- 1246–1256: Geofroi Dalmas
- 1256–1268: Pierre Baile
- 1268–1272: Ripert de Viens
- 1272–1275: Raimond Centullion
- 1275–1303: Raimond Bot I.
- 1303–1319: Hugues Bot
- 1319–1330: Raimond Bot II.
- 1330–1331: Guiraud de Languissel
- 1331–1332: Bertrand Acciaioli
- 1332–1336: Guillaume d’Astre
- 1336–1341: Guillaume Audibert
- 1341–1342: Guillaume Amici (auch Bischof von Fréjus)
- 1342–1348: Arnaud
- 1348–1358: Bertrand de Meissexier
- 1358–1361: Elzéar de Pontevès
- 1362–1383: Raimond Savini
- 1383–1390: Géraud du Breuil
- 1390–1410: Jean Fillet
- 1411–1412: Pierre Perricaud
- 1412–1430: Constantin de Pergola
- 1430–1437: Étienne d’Épernay
- 1438–1466: Pierre Nasondi
- 1467–1482: Jean d’Ortigue
- 1482–1489: Agricol de Panisse
- 1490–1494: Jean Chabrol
- 1494–1527?: Jean de Montaigu
- 1527?–1533: Jean de Nicolaï
- 1533–1540: Cesare Trivulzio
- 1540–1559: Pierre de Forli
- 1560–1571: Baptiste de Simiane
- 1571–1582: François de Simiane
- 1588–1607: Pompée de Periglio
- 1607–1628: Jean Pélissier
- 1629–1670: Modeste de Villeneuve
- 1671–1695: Jean de Gaillard
- 1696–1723: Ignace de Foresta
- 1723–1751: Jean-Baptiste de Vaccon
- 1752–1778: Félicien de la Merlière
- 1778–1801: Laurent Éon de Cély

Titularbistum Apt (wiedererrichtet 2009):
- 2011–0000: Jean-Luc Hudsyn, Weihbischof in Mecheln-Brüssel (Belgien)